# Ensalada Waldorf
La ensalada Waldorf es un plato que consiste en manzanas ácidas troceadas, frutos secos (en especial nueces), apio - tubérculo, o julianas de repollo blanco con las hojas o troncos del apio picada y mayonesa o algún aliño basado en la mayonesa. Se sirve tradicionalmente con lechuga y algunas pasas que le dan un 'toque' dulce, o queso azul para lo contrario.

## Historia
Esta ensalada fue creada por primera vez en Nueva York en 1893 en el famoso Hotel Waldorf, el precursor del Hotel Waldorf-Astoria que abrió en 1911. El maître d'hôtel al que se le da el crédito de haber inventado la receta es Oscar Tschirky, aunque la autoría de sus creaciones hoy en día todavía son objeto de disputa. Oscar Tschirky reclama la creación de otros platos servidos en el Waldorf, incluyendo los huevos Benedict. En 1896 la ensalada Waldorf (Waldorf Salad) apareció en el libro de cocina The Cook Book by 'Oscar para the Waldorf.

## Variantes
Si bien la receta original no llevaba nueces, éstas fueron incorporadas a comienzos del siglo XX. En el Waldorf-Astoria se presentan dos variantes, una de las cuales lleva nueces caramelizadas y vinagreta de trufa negra, mientras que la otra condimenta las nueces con almíbar de cilantro. En otras versiones también se suele variar el aderezo con yogur. Muchas de estas variantes tienen por finalidad adaptarse a los gustos actuales.